# Rejon sarneński
Rejon sarneński – rejon na Ukrainie, w obwodzie rówieńskim, z siedzibą w Sarnach.
Powierzchnia wynosi 6212,7 km² (16% powierzchni obwodu), liczba ludności wynosi 212,7 tys. osób (2020).
Rejon składa się z 11 hromad terytorialnych:

- Berezów(inne języki)
- Dąbrowica(inne języki)
- Klesów(inne języki)
- Miłacze(inne języki)
- Niemowicze(inne języki)
- Rokitno(inne języki)
- Sarny(inne języki)
- Stare Sioło(inne języki)
- Stepań(inne języki)
- Wyry(inne języki)
- Wysock(inne języki)

Rejon został utworzony 19 lipca 2020 roku decyzją Rady Najwyższej o przeprowadzeniu reformy administracyjno-terytorialnejQ Ukrainy. W jego skład weszły dotychczasowe rejony:
- Rejon dąbrowicki
- Rejon sarneński (1940—2020)
- Rejon rokicieński